# Distributed Proofreaders

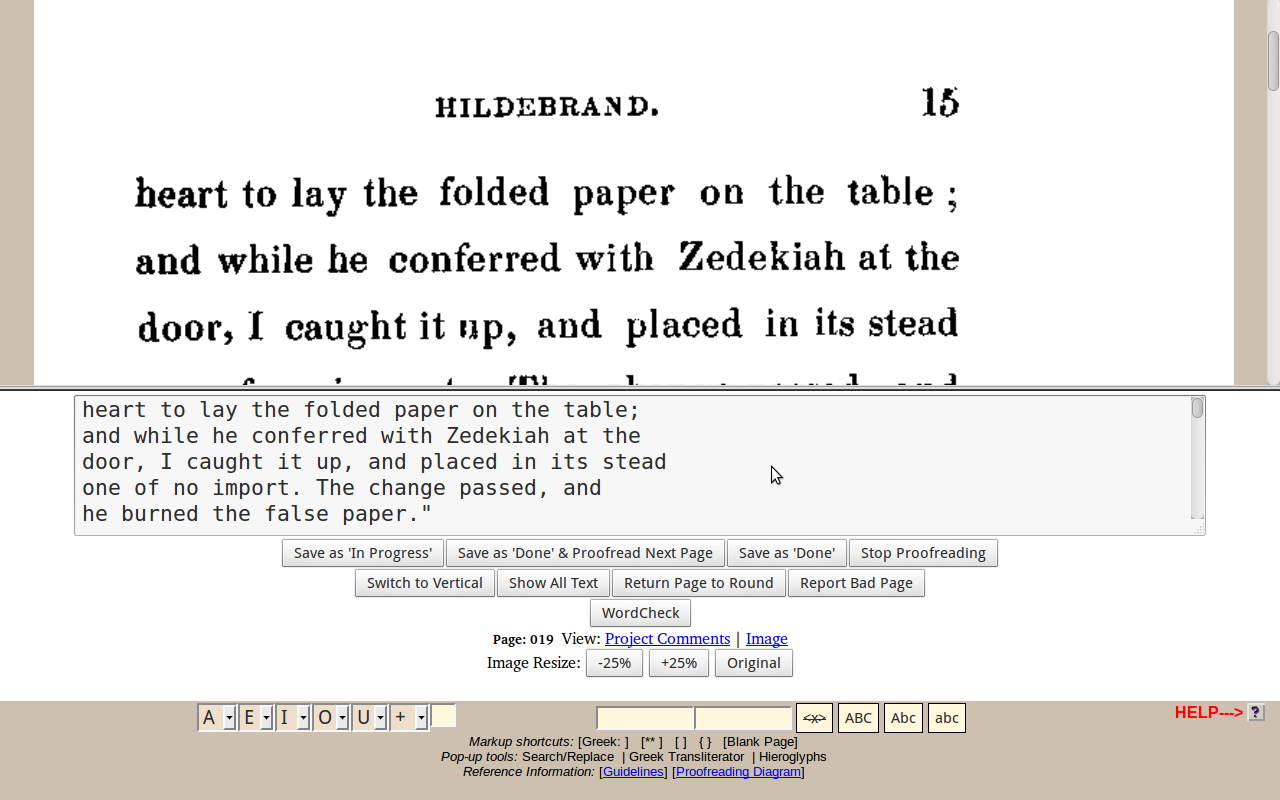
Screenshot

Distributed Proofreaders (kurz auch DP oder PGDP) ist ein web-basiertes Projekt, um das internationale Project Gutenberg zu unterstützen, und wurde im Jahr 2000 von Charles Franks ins Leben gerufen. Es befasst sich mit dem Korrekturlesen der von Project Gutenberg eingescannten Bücher durch Freiwillige. Bislang wurden ca. 48.000 Texte korrekturgelesen.
Hierbei versucht man, durch Unterteilung von eingescannten Büchern in einzelne Seiten die Arbeitsbelastung für einen einzelnen Korrekturleser möglichst gering zu halten und nach der Brute-Force-Methode (bedeutet hier: eine möglichst große Anzahl von Bearbeitern liest nur jeweils eine Buchseite von Tausenden bereitgestellten zur Korrektur) ein möglichst großes Pensum zu erreichen.
Dabei wird nach demselben Prinzip wie beim verteilten Rechnen (distributed computing) vorgegangen. Der entscheidende Unterschied besteht darin, dass hier nicht eine sehr große Zahl von Computern über das Internet miteinander verknüpft werden, sondern dass eine beliebig große Zahl von Menschen über das Internet ihre Mitarbeit zur Verfügung stellen und damit in kurzer Zeit hunderte von Büchern durch ihr Korrekturlesen digitalisieren.
Die derzeit etwa 1400 aktiven Teilnehmer organisieren sich auf freiwilliger Basis nach Herkunft oder Interessen zu Teams; so hat etwa das Team Germany schon fast 500 Mitglieder, die auf allen Ebenen von DP mitwirken.

## Ablauf der weltweiten Buchdigitalisierung
Grundsätzlich lassen sich im Ablauf drei Phasen unterscheiden.

### Initialisierungsphase
- In der Initialisierungsphase wird durch einen erfahrenen und bereits seit längerem mitwirkenden Proofreader ein Buch ausgewählt. Das ausgewählte Buch muss frei von Urheberrechten sein. Beim ursprünglichen Projekt wird das amerikanische Urheberrecht zugrunde gelegt (bis 1922 veröffentlichte Texte), bei Distributed Proofreaders Europe die in Europa weitgehend einheitliche Regelung, dass der Autor des Buches vor mehr als 70 Jahren verstorben sein muss.
- Der Initiator scannt zunächst jede Buchseite ein. Die Scans umfassen das ganze Buch, also Deckblatt, Inhaltsverzeichnis, Texte und Bilder.
- Anschließend werden die Seiten durch eine OCR-Software analysiert. Der erste, aber noch überaus fehlerbehaftete Rohtext liegt dann vor.
- Danach wird die Datenmenge auf die Homepage der Distributed Proofreader hochgeladen und als weiterer Projektvorschlag im Forum zur Diskussion gestellt. Nach positiver Abstimmung wird das Projekt dann zum Korrekturlesen freigeschaltet. Es steht dann zum Aufruf über die Homepage zusammen mit anderen Projekten weltweit zur Verfügung.

### Phasen des Korrekturlesens

#### Runden 1 bis 3 des Korrekturlesens („Proofing“)
Nach Aufruf des Projekts wird jeweils eine Seite des Buchs angezeigt. Dabei wird in der oberen Bildschirmhälfte die gescannte Originalseite (als Grafik) und in der unteren Bildschirmhälfte der erkannte OCR-Text angezeigt. Der Proofreader liest nun den Text der Originalseite und vergleicht ihn mit dem OCR-Text (Rohtext). Dabei werden Scanfehler korrigiert und Sonderzeichen ergänzt.
Dieses eigentliche Korrekturlesen („proofing“) findet in zwei oder drei Runden statt, wobei jede Seite von zwei verschiedenen Teilnehmern bearbeitet wird. Zu den höheren Runden werden nur erfahrene Korrekturleser zugelassen.

#### Runden 4 und 5 („Formatting“)
In der vierten und fünften Runde werden Formatierungen hinzugefügt (z. B. kursive Schrift, Überschriften, Fußnoten). Während die Zugangshürden zur vierten Runde relativ gering sind, haben zur fünften Runde (der zweiten des Formatierens) nur erfahrene Teilnehmer Zugang.

#### Nachbearbeitung („Post-Processing“)
Die bisher unverbundenen Seiten des Rohtext werden automatisch zu einem Textdokument zusammengefasst. Jeweils ein erfahrener Korrekturleser, der den Status eines „Post-Processors“ erreicht hat, vervollständigt das Layout mit den Grafiken, d. h., er passt diese an, verbessert diese bzw. ergänzt noch mögliche Lücken im Text. Er überprüft das Dokument auf vollständige Übereinstimmung mit dem Originalwerk. Schließlich kann er außer dem obligatorischen Textformat noch weitere Formate erzeugen, vor allem HTML.

### Veröffentlichung
Das Projekt wird beendet. Das digitalisierte Werk wird auf dem Server von Project Gutenberg (nicht zu verwechseln mit dem kommerziellen Anbieter Projekt Gutenberg-DE) veröffentlicht. Jeder Internetnutzer kann nun dieses Werk herunterladen und lesen. Das Werk steht damit der ganzen Welt zur Verfügung.

## Bedeutung von Distributed Proofreaders
Im Laufe der Zeit entwickelte sich Distributed Proofreading (DP) zur größten Quelle von E-Texten für das Project Gutenberg, so dass Distributed Proofreaders im Jahr 2002 offizieller Teil des Project Gutenberg wurde. Bisher (März 2017) wurden ca. 33.500 Texte durch Distributed Proofreaders wiederveröffentlicht, im Januar 2011 waren es 19.500 Texte.
Die Texte entstammen keinen speziellen Sachgebieten; es sind z. B. Literatur, Wissenschaft, Musiknoten, Zeitschriften und populäre Sachbücher vertreten, um nur einige zu nennen.

## DP 10K
Am 9. März 2007 wurde von Distributed Proofreaders die Fertigstellung und Veröffentlichung der ersten 10.000 Texte bekannt gegeben. Um dies zu feiern und die Vielfalt der in DP bearbeiteten Bücher aufzuzeigen, wurde eine Auswahl von 15 Titeln zusammen veröffentlicht:
- Slave Narratives, Oklahoma (A Folk History of Slavery in the United States From Interviews with Former Slaves)

by Work Projects Administration (englisch)
- Eighth annual report of the Bureau of ethnology. (1891 N 08 / 1886-1887)

by Powell, John Wesley (englisch)
- R. Caldecott's First Collection of Pictures and Songs

by Caldecott, Randolph [Illustrator] (englisch)
- Como atravessei Àfrica (Volume II)

by Serpa Pinto (portugiesisch)
- Triplanetary

by Smith, E. E. ("Doc") (englisch)
- Heidi

by Spyri, Johanna (englisch)
- Heimatlos

by Spyri, Johanna (deutsch)
- Punch 1920.10.27

by Punch (englisch)
- Sylva, or, A Discourse of Forest-Trees

by Evelyn, John (englisch)
- Encyclopedia of Needlework

by Thérèse de Dillmont (englisch)
- The annals of the Cakchiquels (Annalen der Cakchiquel)

by Francisco Ernantez Arana (fl. 1582), trans. by and edit. by Daniel G. Brinton (1837–1899) (englisch mit Central American Indian)
- The Shanty Book, Part I, Sailor Shanties (1921)

by Richard Runciman Terry (1864–1938) (englisch)
- Le marchand de Venise

by William Shakespeare, trans François Guizot (französisch)
- Agriculture for beginners, Rev. ed.

by Burkett, Charles William (englisch)
- Species Plantarum (Part 1)

by Carolus Linnaeus (Carl von Linné) (lateinisch)